# Lauzès
Lauzès é uma comuna francesa na região administrativa de Occitânia, no departamento de Lot. Estende-se por uma área de 6,39 km². Em 2010 a comuna tinha 205 habitantes (densidade: 32,1 hab./km²).